# Hilarempis pallida
Hilarempis pallida är en tvåvingeart som beskrevs av Philippi 1865. Hilarempis pallida ingår i släktet Hilarempis och familjen dansflugor. Inga underarter finns listade i Catalogue of Life.